# Viktor Okishev
Viktor Okishev (Petropavl, província del Kazakhstan Septentrional, 19 d'abril de 1992) és un ciclista kazakh. Professional des del 2014.
Al novembre de 2014, es va anunciar que durant la disputa dels Campionats d'Àsia de ciclisme en ruta, Okishev havia donat positiu per esteroides anabòlics en un control. El ciclista va ser apartat de l'equip i posteriorment sancionat provisionalment per l'UCI.

## Palmarès
- 2014
  - Campió d'Àsia sub-23 en contrarellotge